# Simklubben Göteborg
Simklubben Göteborg (SKG alt. Gbg SK) bildades 6 april 1908 och var verksam till slutet på 1960-talet. Föreningen var drivande för simsporten i Göteborg under 1910–1920-talet och  var med i Svenska simförbundets röstlängd 1968. SKG var en av de första i Sverige som hade en damsektion från start. Från föreningen avknoppades 1912 Göteborgs Damers Simklubb (inför OS i Stockholm), Simklubben Delfin 1916 samt Simklubben Najaden 1917.

## Verksamhet
Föreningens verksamhet bestod av tävlingssimning, öppet vatten-simning, simhopp och vattenpolo. I början av 1900-talet hjälpte föreningen till med simundervisningen i Göteborg när Göteborgs Simsällskap (bildat 16 augusti 1842) hade ont om ledare. Tävlingar och träningar skedde innan Valhallabadets tillkomst, mestadels i följande anläggningar:
- Renströmska Bad- och Tvättanstalten i Haga  - Inomhus: byggd 1876, karbad, romerskt bad alt. turkiskt bad, brandhärjades 1903. - Ombyggd 1906, då det tillkom en 14,47x11,38 m bassäng inklusive ett 5 m hopptorn (äggformad bassäng, djup 1,2 m på sidorna och 3,8 m i mitten). - Smeknamn: Hagabadet, Ägget och Sumpen.
- Saltholmens Kall- och Varmbadhus i Långedrag - Utomhus: byggt 1908 - Ombyggt 1923 till en simstadion med 50x25 m bassäng, två sviktar, ett hopptorn och 970-1500 st. åskådarplatser. - Där arrangerades flera SM-tävlingar, och var även start/målplats för öppet vatten-simningar (exempelvis Älvsborgssimningen).
- Lisebergsbadet (vid Korsvägen, mittemot Svenska Mässans entré) - Utomhus: Byggt 1935, avvecklat 1956. - Bassäng: 36x15 m, djup 0,9 - 4,5 m, kunde värmas upp samt skapa vågor (först i Europa?), undervattensbelysning, 5 och 10 m  hopptorn, 1 och 3 m sviktar. 1200 sittplatser och 600 ståplatser.
- Olika vikar och sjöar i närområdet exempelvis Kåsjön (där det har gått SM i Simhopp 1953)
- Valhallabadet (ersatte Hagabadet samt Lisebergsbadet) - Inomhus: byggt 1956, bassäng 33x16 m, djup 2,1 - 4,8 m, hydraulisk höj- och sänkbar brygga vid 25 m, hopptorn 5, 7,5 och 10 m, sviktar 1 och 3 m. 1235 sittplatser och 420 ståplatser. 1959 tillkom det romerska badet. 1967 tillkom utomhusbassängen på 50x16 m. 1986 byggdes utomhusbassängen om till en inomhusbassäng på 50x25 m.

## Framgångsrika medlemmar